# Pogonomyrmex texanus
Pogonomyrmex texanus is een mierensoort uit de onderfamilie van de Myrmicinae. De wetenschappelijke naam van de soort is voor het eerst geldig gepubliceerd in 1982 door Francke & Merickel.